# ツチスギタケ
ツチスギタケ（土杉茸、学名: Pholiota terrestris）は、モエギタケ科スギタケ属に属する小型のキノコ（菌類）である。地方名で、ウロコ（秋田県）、スナタケともよばれている。

## 概要
夏から秋にかけて、道端、川の近くの草原などの地上に群生する。子実体は傘と柄からなる。傘ははじめ円錐状の半球形で、のちに平らに開き中央部がやや盛り上がる。傘表面は麦藁色で、ぬめりはなく、全体が茶褐色の繊維状鱗片に覆われている。肉は淡黄色。傘裏側のヒダは、はじめ帯緑黄色で、のちに褐色になる。柄も傘と同様の鱗片に覆われていて、不明瞭な綿毛状膜質のツバがつく。

## 食毒
古くから食用として知られているが、人により嘔吐や下痢などの胃腸系の中毒を引き起こすことがあるので多くの文献にて弱毒・食注意と記載されている。毒性分は不明。
過去に数件の食中毒例が報告されているが、いずれも症状は軽い。毒性分は水溶性と思われるので、調理の際はしっかり茹でこぼすことが必要である。匂いや風味に特徴的なものはないが、歯切れがよく汁物や麺類の具などに向いている。
やや外観の似たキノコには、スギタケ（毒）やスギタケモドキ（毒）ヌメリスギタケモドキ（食）、ヌメリスギタケ（食）などがある。